# Anneli Taina
Anneli Kariina Taina, née le 21 juin 1951 à Imatra (Finlande), est une femme politique finlandaise. Membre du Parti de la Coalition nationale, elle est ministre de la Défense entre 1995 et 1999. 

## Sources
- (fi) Cet article est partiellement ou en totalité issu de l’article de Wikipédia en finnois intitulé « Anneli Taina » (voir la liste des auteurs).